# 完顔承麟
完顔承麟（わんぎゃんしょうりん）は、金の第10代（最後）の皇帝。世祖劾里鉢（ヘリンボ）の息子の一人（太祖阿骨打や太宗呉乞買の兄弟）の末裔。父の名は不詳。兄は完顔白撒（漢名は承裔）。後に昭宗、末帝、後主と称された。

## 生涯
哀宗のときに東面元帥となる。軍事将軍を務め、哀宗は呼敦の勇気と才能を高く評価した。兄の完顔白撒は天興元年（1232年）頃、プチェンでの戦いで戦死した。
天興3年（1234年）、蔡州城でモンゴル帝国のタガチャル軍の包囲を受けた哀宗は死期を悟り、族兄の呼敦に譲位した。はじめ、呼敦は皇帝即位を拒絶したが、哀宗は金朝の最後の皇帝として歴史に記憶されることを嫌悪し、退位することを望んだ。また、哀宗は「私は太っていて、馬に乗って戦いを指揮することができない。もし蔡州城が落ちれば、馬に乗って逃げるのは難しいだろう。一方、そなたは体力があり、強靭で、さらに有能な軍事指導者であるため、もし蔡州から脱出することができれば、王朝が命脈を保ち、いつか復興することができる」と主張したため、呼敦はしぶしぶ即位を受け入れた。
即位式が始まった直後の正月10日（2月9日）、呼敦は敵が城壁を破ったという知らせを受けた。哀宗は城奥の幽蘭軒において自ら縊死した。一方、呼敦は兵を集め、通りや路地で敵と戦った。最終的に都心部に退却することを余儀なくされたが、そこで哀宗の死の知らせを受け、残りの廷臣を集め、皇帝の死を悼む儀式を行い、「哀宗」を廟号と定めた。呼敦は最終的に淮西の蔡州城を脱出した際にモンゴル軍により捕らえられ、即日殺害された後に梟首され、金の皇統は絶えた（これは中国史上における皇帝の在位最短記録とされている）。こうして、金は太祖以来119年の歴史を終えた。死後、呼敦は涇州涇川県太平郷に埋葬され、昭宗の廟号が贈られた。
歴史家は、呼敦を金朝の「末帝」（文字通り「最後の皇帝」）と呼んでいる。